# Okręg wyborczy Kirkcaldy and Cowdenbeath
Okręg wyborczy Kirkcaldy and Cowdenbeath powstał w 2005 r. z połączenia większej części okręgu Kirkcaldy oraz części okręgu Dunfermline East.

## Deputowani do brytyjskiej Izby Gmin z okręgu Kirkcaldy and Cowdenbeath
- 2005– : Gordon Brown, Partia Pracy